# Lliga Musulmana

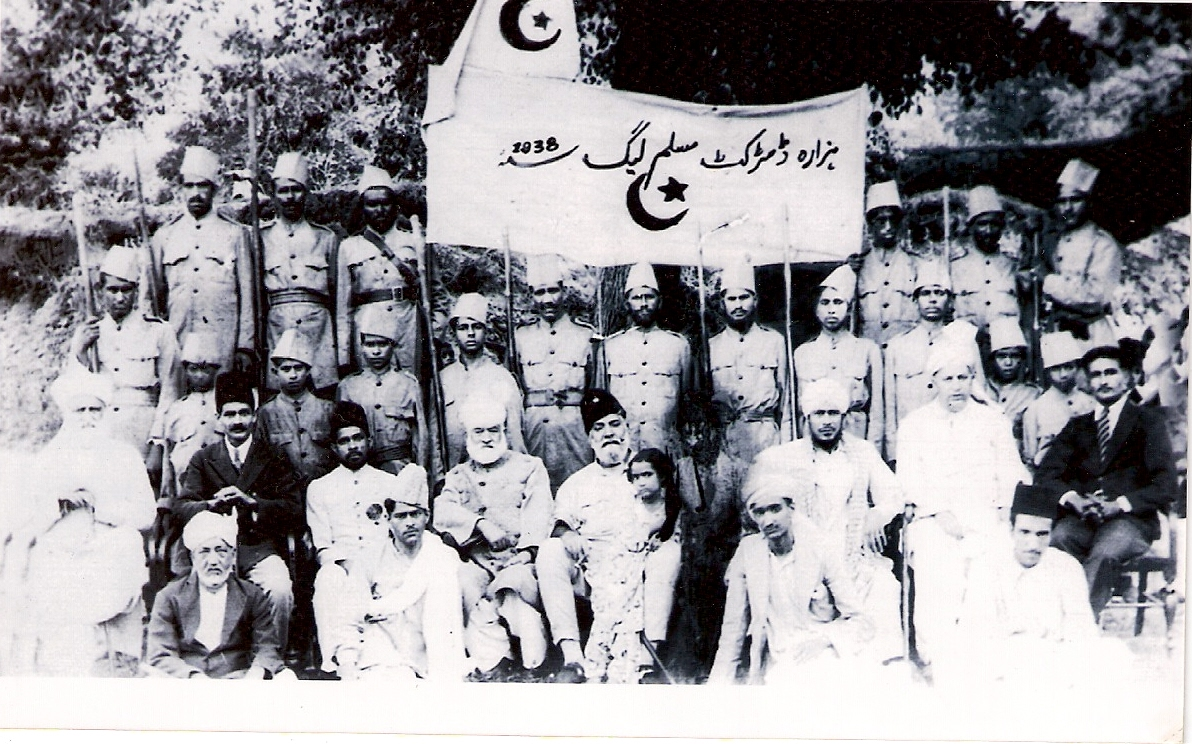
Dirigents de la Lliga Musulmana amb soldats el 1938

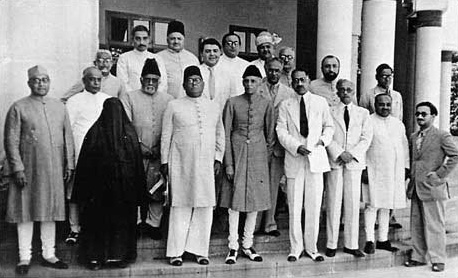
Els membres destacats de la Lliga Musulmana durant una reunió a Lahore el 1940

La Lliga Musulmana de l'Índia (anglès: All-India Muslim League; bengalí: নিখিল ভারত মুসলিম লিগ; urdú: آل انڈیا مسلم لیگ) fou originàriament el partit que representà els musulmans del subcontinent indi durant la lluita de la independència a l'època del Raj Britànic. Fou fundada a Dacca (actualment Dhaka, Bangladesh) el 1906 i posteriorment, a partir de 1940, va tenir un paper decisiu en la creació del Pakistan. Entre els líders principals d'aquest partit es destaquen Muhammad Ali Jinnah i Muhammad Iqbal.

## Partits polítics actuals
Actualment al Pakistan hi ha tres partits polítics amb el mateix nom del partit històric, "Pakistan Muslim League" (N, Q, J), aquest partit ideològicament és considerat com a conservador. A l'Índia hi ha la Indian Union Muslim League i la Unionist Muslim League (branca autònoma del Panjab) com a partits successors de la Lliga Musulmana original.

## Fundadors
- Nawab Sir Khwaja Salimullah
- Nawab Waqar-ul-Mulk Kamboh
- Nawab Mohsin-ul-Mulk
- Syed Ameer Ali